# Dragan Stojković
Dragan Stojković (* 3. března 1965 v Niši) je bývalý srbský fotbalista a současný fotbalový manažer srbské reprezentace.

## Klubová kariéra
Se svojí fotbalovou kariérou začínal v týmu Radnički Niš. V sezoně 1981/82 si připsal svůj první ligový start. V následujících čtyřech sezonách odehrál dalších 69 utkání, ve kterých vstřelil osm branek. V roce 1986 ve věku dvaceti jedna let přestoupil do bělehradské Crvené zvezdy, ve které strávil čtyři roky. V letech 1988 a 1989 získal ocenění pro nejužitečnějšího hráče jugoslávské ligy a rovněž se v těchto letech stal jugoslávským fotbalistou roku. V létě 1990 přestoupil Stojković za částku 5,5 milionu liber do francouzského Olympique de Marseille. Stal se tak součástí hvězdného týmu, který tvořili hráči jako Jean-Pierre Papin, Eric Cantona, Didier Deschamps či Abedi Pelé. Během první sezony si poranil koleno a musel podstoupit operaci v Německu, což ho vyřadilo ze hry na několik měsíců. Olympique Marseille se v této sezoně dostal až do finále Ligy mistrů, kde se střetl s Crvenou zvezdou, bývalým klubem Dragana Stojkoviće. Samotný Stojković nastoupil do zápasu až v jeho závěru. Utkání skončilo nerozhodně 0-0 a o osudu utkání měl rozhodnout penaltový rozstřel. Stojković řekl svému manažerovi, že nechce proti svému bývalému klubu kopat penaltu ( avšak v dokumentu Put radosti uvádí, že penaltu chtěl kopat ale trenér řekl, že je technický hráč a ne střelec) . Marseille nakonec v penaltovém rozstřelu podlehla svému jugoslávskému soupeři. Stojković strávil ve francouzském celku čtyři roky, přičemž v sezoně 1991/92 odehrál polovinu sezony jako hostující hráč v italském týmu Hellas Verona. Na jaře roku 1994 podepsal smlouvu s japonským celkem Nagoya Grampus Eight. V tomto klubu působil sedm let a v roce 2001 zde ukončil svojí fotbalovou kariéru. Odehrál 183 ligových utkání a vstřelil 57 branek. V sezoně 1995 byl zvolen nejužitečnějším hráčem ligy.

## Reprezentační kariéra
Stojković odehrál 84 reprezentačních utkání, ve kterých vstřelil patnáct branek. Mezi roky 1983 až 1992 reprezentoval Jugoslávii a od roku 1994 Srbsko. Zúčastnil se mistrovství Evropy 1984 a 2000 a mistrovství světa 1990 a 1998. Za reprezentaci Jugoslávie debutoval 12. listopadu 1983 v utkání proti Francii. Poslední zápas v dresu Srbska odehrál 4. července 2001 proti Japonsku.

## Manažerská kariéra
Po ukončení své aktivní fotbalové kariéry se stal prezidentem Srbské fotbalové asociace. V této roli působil až do roku 2005, kdy se stal předsedou Crvené zvezdy. 12. října 2007 z této pozice odstoupil. V lednu 2008 se stal manažerem japonského celku Nagoya Grampus Eight, kde strávil podstatnou část své hráčské fotbalové kariéry. Debutu v pozici manažera se dočkal 15. března 2008, kdy jeho tým překvapivě porazil 2-0 Urawu, vítěze asijské Ligy mistrů z roku 2007. Ve své první sezoně se s týmem umístil na třetí příčce a poprvé v historii se tak tým kvalifikoval do Ligy mistrů. V ročníku 2010 dovedl Nagoyu poprvé v historii k triumfu v J. League a rovněž se stal ligovým manažerem roku.

## Ocenění

### Hráčské
- Liga mistrů: 1993
- Císařský pohár: 1995, 1999

### Manažerské
- J. League: 2010

### Individuální
- Jugoslávská první liga - Nejužitečnější hráč: 1988, 1989
- Jugoslávský fotbalista roku: 1988, 1989
- J. League - Manažer roku: 2010
- J. League - Nejužitečnější hráč: 1995
- J. League - Tým roku: 1995, 1996, 1999
- Japonský fotbalista roku: 1995